# Harry Kleffel
Harry Kleffel (* 1. Mai 1929 in Suhl) ist ein ehemaliger Offizier der Nationalen Volksarmee der Deutschen Demokratischen Republik. Zuletzt hatte er den Dienstgrad eines Generalmajors inne.

## Militärische Laufbahn
Nach achtjährigen Schulbesuch, absolvierte Kleffel von 1943 an eine Lehre in der Sparkasse seiner Geburtsstadt und war dort bis 1948 als Angestellter beschäftigt. 1945 trat er der KPD bei und wechselte 1946 in die SED über. Am 25. Oktober 1948 trat Kleffel den deutschen bewaffneten Organen in der Sowjetischen Besatzungszone bei und war von 1949 bis 1952 Finanzleiter und bis 1954 Stellvertreter für materiell-technische Versorgung der Volkspolizeischule in Glöwen. Von 1954 bis 1955 war Kleffel Offiziershörer an der Universität Erfurt, woran sich ein Aufenthalt an einer Militärakademie in der Sowjetunion anschloss. Nach seiner Rückkehr war er von 1959 bis 1960 Leiter für Organisation und Planung der 4. motorisierten Schützendivision und anschließend Stellvertretender Kommandeur der Rückwärtigen Dienste dieser Division. 1962 stieg Kleffel zum Stabschef Rückwärtige Dienste im Kommando des Militärbezirks III auf, um anschließend von 1966 bis 1968 eine Generalstabsakademie in der Sowjetunion zu besuchen.
Nach seiner Rückkehr 1968 wurde Kleffel bis 1973 Stellvertretender Chef Militärbezirk und Chef der Rückwärtigen Dienste im Militärbezirk V. Am 2. Oktober 1970 wurde er in dieser Position zum Generalmajor befördert. 1973 stieg Kleffel zum Stellvertretenden Chef der Landstreitkräfte der NVA und Chef der Rückwärtigen Dienste im Kommando der Landstreitkräfte auf. Anschließend war er von 1978 bis zu seiner Entlassung am 31. Oktober 1989 Kommandeur der Sektion Rückwärtige Dienste an der Militärakademie der NVA in Dresden. 
Kleffel ist Träger des Vaterländischen Verdienstordens in Silber, des Kampfordens „Für Verdienste um Volk und Vaterland“ in Gold sowie diverser anderer Orden und Ehrenzeichen. Außerdem wurde er zum Dr. rer. mil. promoviert.